# 克里斯蒂安·哥德巴赫
克里斯蒂安·哥德巴赫（Christian Goldbach， 1690年3月18日—1764年11月20日），又译歌德巴赫，普魯士数学家，他在數學上的研究以數論為主，作为哥德巴赫猜想的提出者而闻名。
哥德巴赫出生于柯尼斯堡（格奥尼格斯别尔格，今俄罗斯加里宁城），本学法学，由于在访问欧洲各国期间结识了伯努利家族而对数学研究有了兴趣。1725年到俄国，被选为彼得堡科学院院士，1728年起擔任俄国沙皇彼得二世的教師，1742年移居莫斯科，进入俄国外交部供职。哥德巴赫同欧洲许多著名的数学家有来往，他长期保持与莱布尼茨、欧拉和尼古拉斯·伯努利等人的通信，为后人留下了大量宝贵的数学资料。
他在同瑞士数学家欧拉的长期通信中讨论了数学方面的许多问题。1742年6月7日的信中提出:任何一个整数n≥6可以用三个素数的和来表示。同月30日欧勒的回信指出，为解决这个问题，需要充分证明：每一个偶数都是两个素数的和。这些论点可归结为：任何一个偶数n≥4是两个素数的和，任何一个奇数n≥7是三个素数的和。这就是“哥德巴赫猜想”。为证明这个问题，许多数学家作出过努力，包括中国的数学家陈景润。此外他还研究了微积分和级数问题。